# Sinometra acuticirra
Sinometra acuticirra is een haarster uit de familie Asterometridae.
De wetenschappelijke naam van de soort werd in 1984 gepubliceerd door Yulin Liao.